# Grolse want

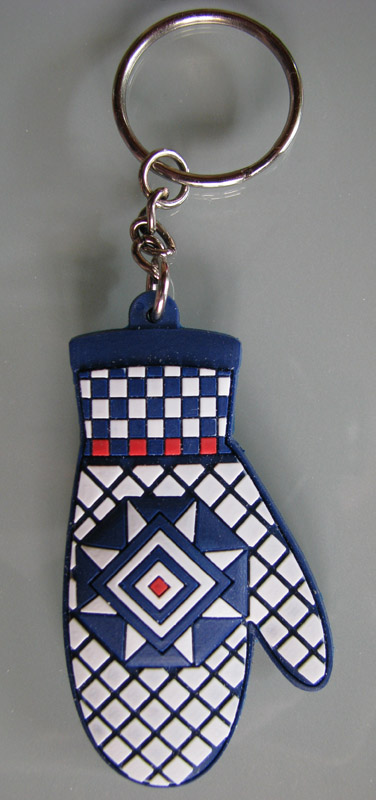
Een Grolse want als sleutelhanger

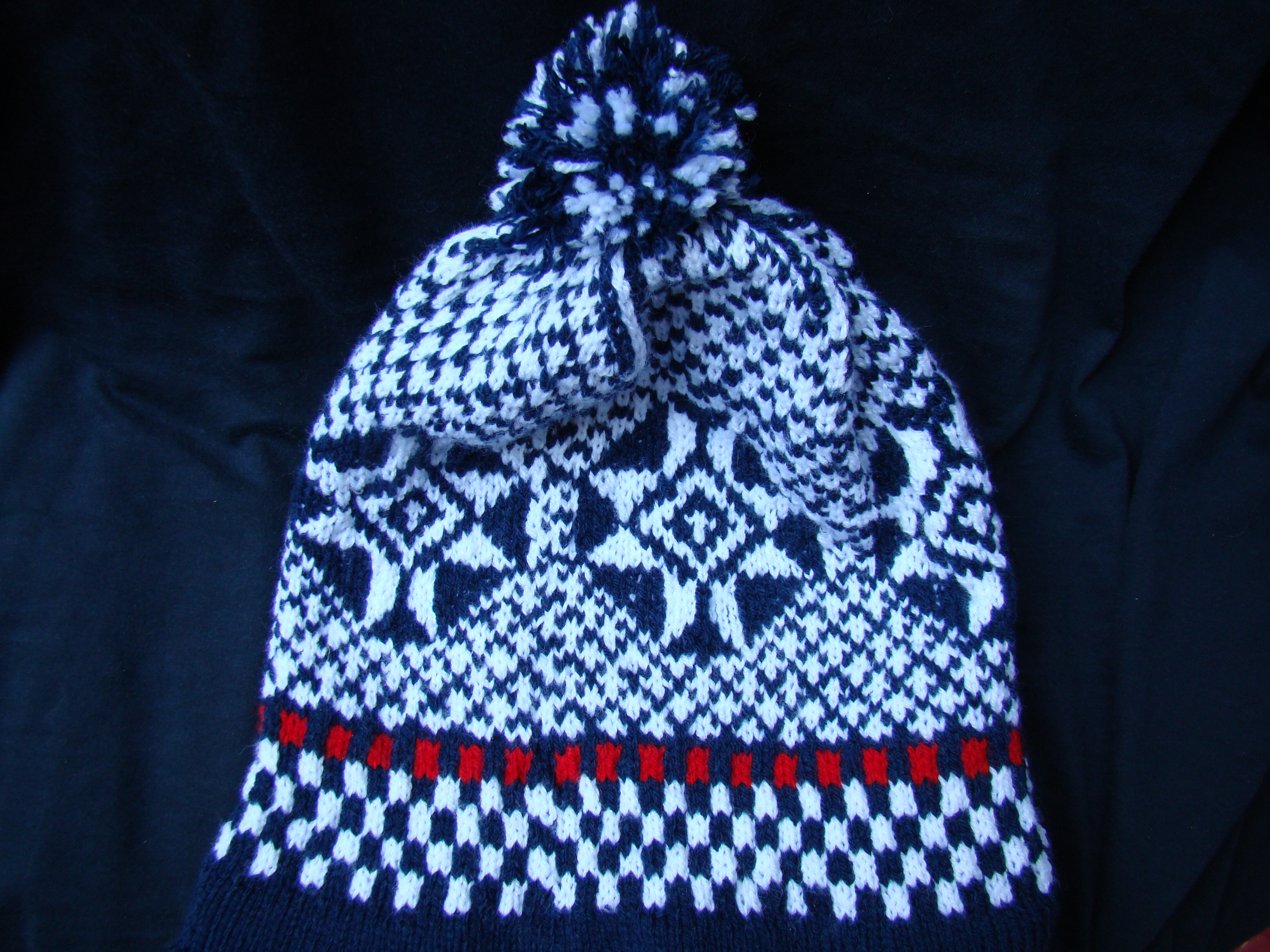
Een Grolse muts

De Grolse want is een van pure wol gebreide want met een patroon kenmerkend voor Groenlo (Grol). Op zaterdag 23 september 2017 werd de traditie op de Nationale Inventaris Immaterieel Cultureel Erfgoed geplaatst.
Vroeger werden de wanten vooral gedragen door schaapsherders rond Groenlo, waardoor ze indertijd ook "Scheepers-hansken" genoemd werden. Het oorspronkelijke ontwerp is nooit vastgelegd, maar werd van moeder op dochter overgedragen. Daardoor zijn in de loop der tijd kleine variaties in het patroon ontstaan. Het basisontwerp is echter hetzelfde gebleven. Het patroon van de Grolse want doet Scandinavisch aan, maar het is een typisch Achterhoeks ontwerp. In het begin van de 20e eeuw is in Groenlo een Grolse Wanten fabriek gevestigd geweest.
De Grolse want heeft de volgende kenmerken:
- Een achtpuntige ster in blauw-wit, symbool voor de vorm van Groenlo, een oude vestingstad
- Wit-blauwe blokjes
- Een randje met rode blokjes
- De Grolse want heeft geen vingers, alleen een duim (net als elke want)

Het motief van de Grolse want wordt ook gebruikt voor mutsen, sjaals en andere kledingstukken. Door de loop der jaren werden de wanten door steeds minder mensen gebreid. In 2006 is een 'reddingsplan' voor de Grolse want gepresenteerd, wat de landelijke dagbladen gepubliceerd is en een hernieuwde belangstelling voor de Grolse want tot gevolg heeft gehad.
Andere namen voor Grolse wanten: Grolse hansken, Scheepershansken (schaapsherdershandschoenen) en Voeshansken (vuistwanten).
De breitechniek om de Grolse want te maken gaat op een specifieke tweehandige manier. Hierbij worden beide draden in elke steek gebruikt, wat resulteert in een dubbeldraads breiwerk. Dit maakt de want extra warm.